# Dơi quả cụt đuôi
Dơi quả cụt đuôi  (danh pháp khoa học: Megaerops niphanae) là một loài động vật có vú trong họ Dơi quạ, bộ Dơi. Loài này được Yenbutra & Felten mô tả năm 1983.